# Pseudometagea bakeri
Pseudometagea bakeri är en stekelart som beskrevs av Burks 1961. Pseudometagea bakeri ingår i släktet Pseudometagea och familjen Eucharitidae. Inga underarter finns listade i Catalogue of Life.